# Maria Goretti

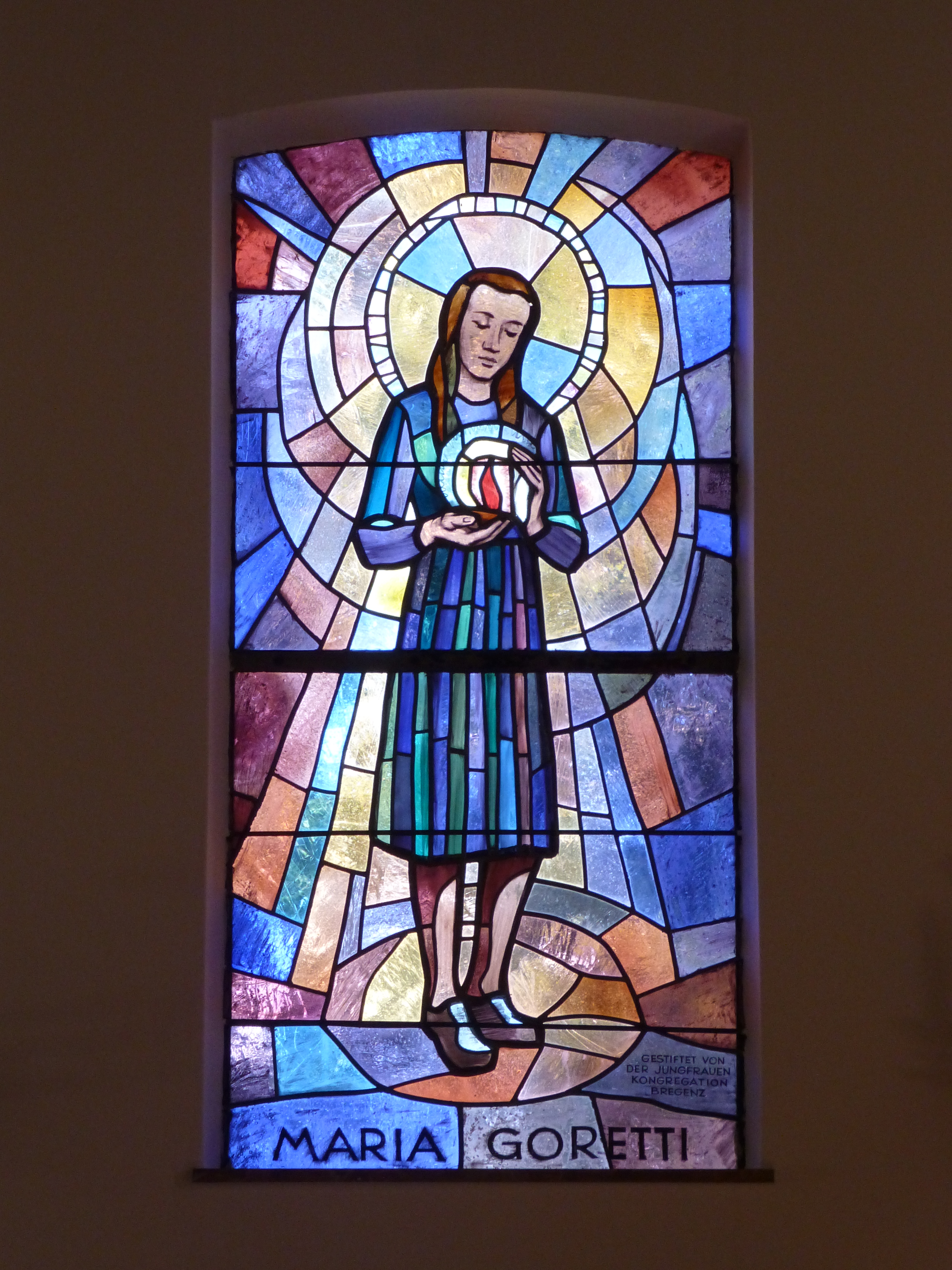
Wizerunek Marii Goretti na witrażu w kaplicy w Fatimie

Maria Teresa Goretti (ur. 16 października 1890 w Corinaldo, zm. 6 lipca 1902 w Nettuno) – włoska dziewica i męczennica, święta Kościoła katolickiego.
Zgodnie z tradycją hagiograficzną zginęła jako 11-letnia dziewczynka w trakcie obrony przed próbą zgwałcenia jej przez 20-letniego sąsiada, któremu przebaczyła na łożu śmierci.
Jedna z najpopularniejszych XX-wiecznych świętych.

## Życiorys

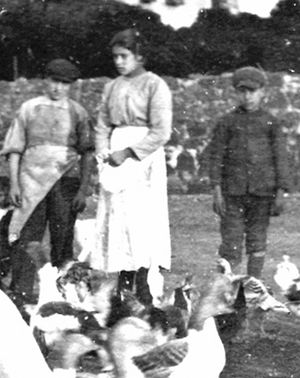
Jedyne zachowane zdjęcie Marii, zrobione na kilka miesięcy przed jej męczeństwem

Maria była trzecim z siedmiorga dzieci małżeństwa Gorettich – Luigiego i Assunty z domu Carlini. Została ochrzczona w kościele parafialnym pw. świętego Piotra de Corinaldo. Do Pierwszej Komunii Świętej przystąpiła 29 maja 1902. Wkrótce potem rodzina przeniosła się do Ferriere di Conca koło Nettuno. Po śmierci ojca, która nastąpiła w roku 1900, rodzina dzieliła prace w gospodarstwie z sąsiadami – rodziną Serenellich.
Dnia 5 lipca 1902, podczas gdy jej rodzina pracowała na polu, została napadnięta przez syna sąsiada, Alessandra Serenellego, który usiłował ją zgwałcić. Gdy mu się nie udało, zaatakował ją nożem. Zmarła następnego dnia o godzinie 15:45 w szpitalu w Nettuno. Przed śmiercią wybaczyła swojemu mordercy. Na jej ciele znaleziono 14 ran. Pogrzeb odbył się 8 lipca. 28 stycznia 1929 szczątki Marii Goretti przeniesiono do kościoła Matki Bożej Łaskawej w Nettuno i umieszczono w woskowej statui przedstawiającej zmarłą świętą. Dziś relikwie te znajdują się w osobnej kaplicy.
W dniu 1 września 1979 papież św. Jan Paweł II odwiedził grób św. Marii Goretti w Nettuno. Podczas homilii przypomniał wartości i znaczenia czystości człowieka z perspektywy Kościoła katolickiego.
Jan Paweł II w Homilii wygłoszonej w Nettuno, 1 września 1979 przytoczył słowa René Lejeune:

Maria Goretti, dziewczę zaledwie dwunastoletnie, zachowała się czysta od tego świata, jak pisze św. Jakub, za cenę samego życia; wolała umrzeć niż obrazić Boga.

## Zabójca
Alessandro Serenelli za zabójstwo został skazany na trzydzieści lat pozbawienia wolności. Wkrótce potem został przewieziony na Sycylię, do więzienia w Notto. Za dobre sprawowanie i pracowitość został ogrodnikiem w więziennym ogrodzie. W związku z amnestią po zwycięstwie Włoch w I wojnie światowej i jako nagrodę za dobre sprawowanie wyszedł trzy lata przed ustalonym terminem końca odbywania kary. W 1937 udał się do matki Marii, Assunty, aby prosić o przebaczenie. Następnego dnia wstąpił do kapucynów w Maceracie. Zmarł 6 maja 1970.

## Patronat

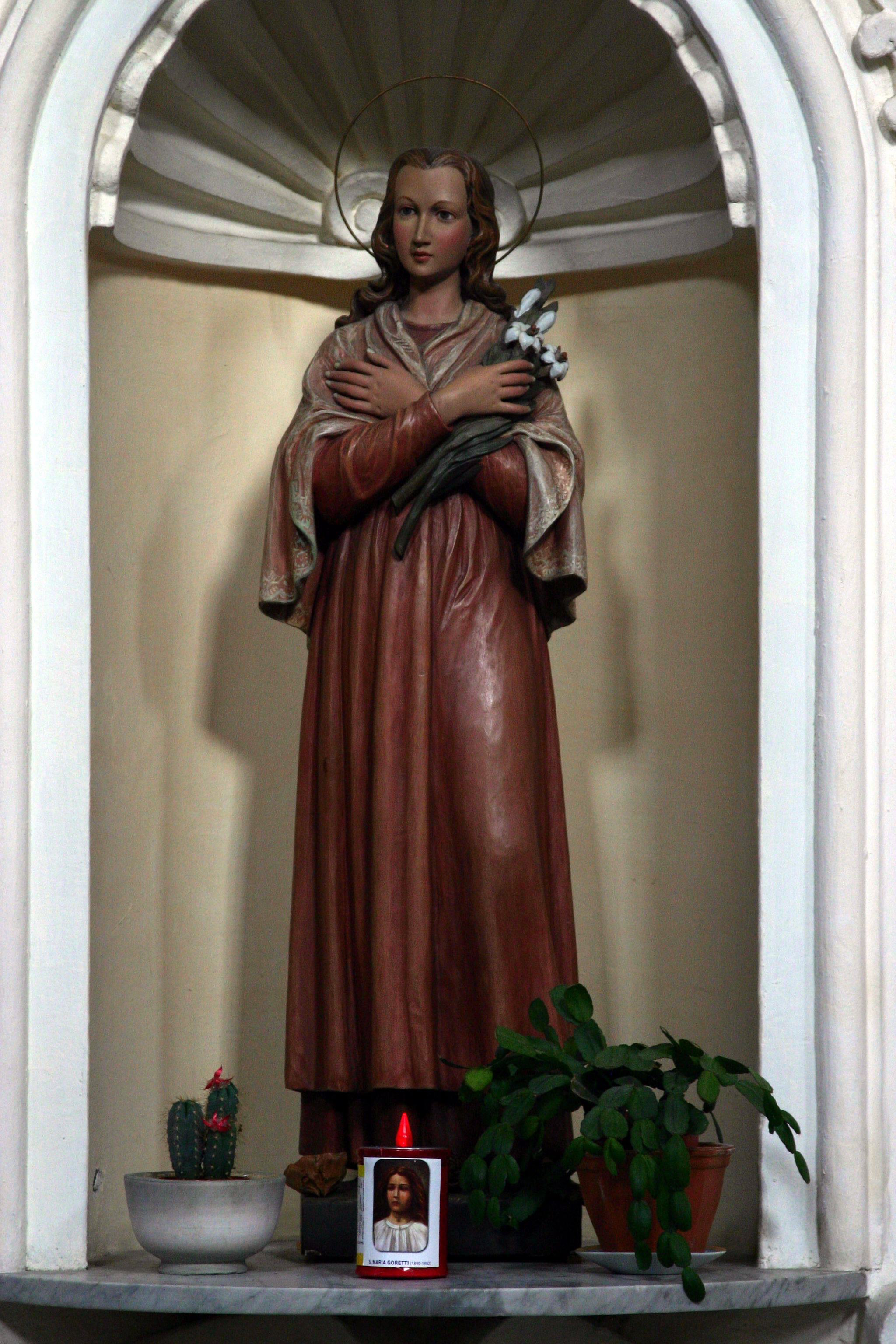
Rzeźba świętej Marii Goretti

Jest patronką m.in. dziewcząt, dziewic i młodzieży oraz bielanek.
W Polsce jest współpatronką parafii pw. Piusa X i Marii Goretti w Kędzierzynie-Koźlu. Jej wspomnienie liturgiczne w Kościele katolickim obchodzone jest 6 lipca (dawniej 5 lipca).
Kościół katolicki w Polsce wspomina świętą 5 lipca.

## W kulturze masowej
W 1951 r. flamandzki pisarz Willem Putman (posługujący się pseudonimem Jean du Parc) wydał powieść pt. De hemel boven het moeras, poświęconą duchowej przemianie Alessandro Serenellego, mordercy świętej Marii Goretti. Powieść została przełożona na język polski przez Zygmunta Bruskiego jako Niebo nad moczarami, Warszawa 2002.
W 2003 nakręcono film Maria Goretti w reżyserii Giulio Base, przedstawiający życie świętej.

## Beatyfikacja i kanonizacja

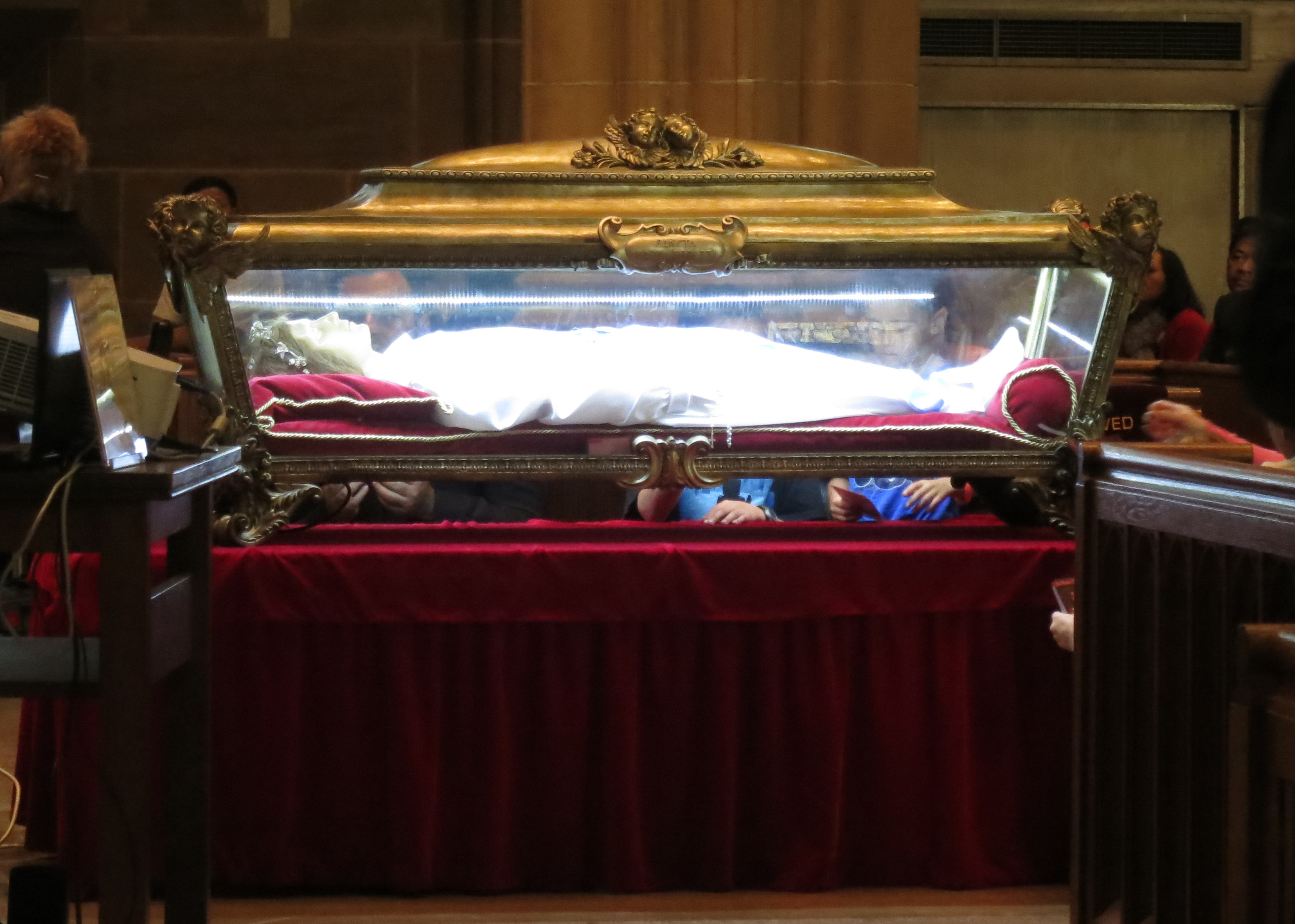
Relikwie świętej Marii Goretti

31 marca 1935 rozpoczął się jej proces beatyfikacyjny.
Została beatyfikowana 27 kwietnia 1947 i kanonizowana 24 czerwca 1950, przez papieża Piusa XII. Pius XII stawiał ją jako wzór postępowania dla młodzieży nazywając ją „św. Agnieszką XX wieku”. W liście „Discorsi e Radiomessaggi” nazwał Marię Goretti „męczennicą ziemi i aniołem w niebie”. W obu uroczystościach uczestniczyła matka oraz zabójca świętej.